# Elena Antonova
Elena Anatol'evna Antonova (in russo Елена Анатольевна Антонова?; Mosca, 10 ottobre 1974) è una nuotatrice artistica russa.

## Palmarès

### Olimpiadi
- 1 medaglia:
  - 1 oro (Sydney 2000 a squadre)